# Mulay Muhammad I
Mulay Muhammad I (1589-1659, Sultan Abul Amlak Sidi Muhammad I al-Sharif ibn Ali, àrab مولاي علي الشريف), fou caid de Tafilelt fill d'Ali al-Sharif al-Marrakshi. Era el gran de nou germans sent els altres: al-Hafid, al-Hadjdj, Mahriz, Marwan, Fadhl, Abu Zakariya, Mubarak i Said.
La seva família gaudia de molt de prestigi al Tafilelt i a la capital Sigilmasa i el 1631 va aprofitar l'anarquia al país per establir la seva autoritat a tota la regió de Tafilalt, però no tenia gairebé guerrers i mantenia una gran rivalitat amb la gent de Tabuasamt, una fortalesa no gaire lluny de Sigilmasa. Contra aquesta gent va demanar (vers 1633) ajut a Abu l-Hasan Sidi Ali ibn Muhammad, caid del Sus (des d'abans del 1627), amb el qual l'unia una bona amistat. Sidi Ali li va enviar forces que es van establir a Sigilmasa disposades a marxar contra Tabuasamt, però els amazics d'aquesta regió es van aliar a la zawiya d'al-Dila que també va enviar forces a la ciutat. Per evitar la lluita es va acordar una treva (l'any que va entre el juliol de 1633 i el juny de 1634). Sigilmasa va quedar de fet en mans de Sidi Ali de ple acord amb Muhammad I, per protegir-lo dels seus rivals.
Llavors la gent de Tabuasamt van pensar la manera com podrien trencar l'amistat entre Sidi Ali i Muhammad al Sharif, i van decidir fer submissió al caid del Sus. En aquesta situació el fill de Muhammad al-Sharif, Sultan Sidi Muhammad II ibn Sharif (Mulay Muhammad II) va reunir 200 homes i va atacar per sorpresa Tabuasamt; va derrotar els guerrers, va ocupar la fortalesa i va massacrar la població, obtenint un considerable botí (1636).
Sid Ali va reaccionar amb fúria i va ordenar al seu delegat a Sigilmasa fer presoner a Muhammad al-Sharif i enviar-lo al Sus. Així es va fer i Muhammad al-Sharif fou enviat a presència de Sidi Ali que el va tenir com un any presoner fins que el seu fill va pagar un considerable rescat per alliberar-lo (1637/1638). Durant aquest temps el fill ja va tenir el control efectiu del govern al Talfilalt, i amb el botí de Tabuasamt va poder reunir un petit exèrcit, però sobretot se li van unir gent de les tribus del Talfilalt que eren hostils a Sidi Ali, perquè la gent d'aquest abusaven del poder i cobraven tants impostos com podien, generalment injustos i a vegades estrambòtics només per recaptar (a l'estiu un impost per estar a l'ombra i a l'hivern un impost per estar al sol) i quan Muhammad al-Sharif va tornar a Sigilamsa va renunciar definitivament al poder en favor del seu fill. Les forces d'aquest van expulsar a les de Sidi Ali, rebent Muhammad II el jurament dels habitants de Tafilalt (1640/1641).
Muhammad I va morir retirat a Tafilalt el 5 de juny de 1659. Va tenir 15 fills mascles.